# Інсаровка
Інса́ровка (рос. Инсаровка, ерз. Инсаровка) — присілок у складі Ічалківського району Мордовії, Росія. Входить до складу Ладського сільського поселення.
Раніше існувало три населених пункти — Рожновка, Сироп'ятовка та Хілково.

## Населення
Населення — 296 осіб (2010; 338 у 2002).
Національний склад (станом на 2002 рік):
- росіяни — 90 %